# Yoram Boerhout
Yoram Lorenzo Ismaël Boerhout (Lelystad, Países Bajos, 5 de abril de 2005) es un futbolista neerlandés que juega de delantero en el Jong Ajax de la Eerste Divisie.

## Estadísticas

### Clubes
Actualizado al último partido disputado el 8 de noviembre de 2024.
| Club                     | Div.          | Temporada     | Liga  | Liga  | Liga   | Copas nacionales | Copas nacionales | Copas nacionales | Copas internacionales | Copas internacionales | Copas internacionales | Total | Total | Total  |
| Club                     | Div.          | Temporada     | Part. | Goles | Asist. | Part.            | Goles            | Asist.           | Part.                 | Goles                 | Asist.                | Part. | Goles | Asist. |
| ------------------------ | ------------- | ------------- | ----- | ----- | ------ | ---------------- | ---------------- | ---------------- | --------------------- | --------------------- | --------------------- | ----- | ----- | ------ |
| Jong Ajax · Países Bajos | 2.ª           | 2023-24       | 8     | 0     | 0      | —                | —                | —                | —                     | —                     | —                     | 8     | 0     | 0      |
| Jong Ajax · Países Bajos | 2.ª           | 2024-25       | 7     | 0     | 0      | —                | —                | —                | —                     | —                     | —                     | 7     | 0     | 0      |
| Jong Ajax · Países Bajos | Total club    | Total club    | 15    | 0     | 0      | 0                | 0                | 0                | 0                     | 0                     | 0                     | 15    | 0     | 0      |
| Total carrera            | Total carrera | Total carrera | 15    | 0     | 0      | 0                | 0                | 0                | 0                     | 0                     | 0                     | 15    | 0     | 0      |